# Ananteris
Ananteris là danh xưng khoa học của một chi bọ cạp hiếm có trong họ Buthidae (họ bọ cạp có nọc độc) có chứa đến 64 loài được tìm thấy ở Nam Mỹ

## Các loài
Các loài trong chi có thể kể đến là:
- Ananteris balzani Thorell, 1891
- Ananteris pydanieli Lourenço, 1982
- Ananteris sabineae Lourenço, 2001
- Ananteris nairae Lourenço, 2004
- Ananteris faguasi Bojero-Trujillo, 2009
- Ananteris volschenki Bojero-Trujillo, 2009